# Sóc họng đỏ
Sóc họng đỏ (danh pháp khoa học:Dremomys gularis) là một loài động vật có vú trong họ Sóc, bộ Gặm nhấm. Loài này được Osgood mô tả năm 1932.